# 舍莱娜·奥斯坎-克拉克
舍莱娜·奥斯坎-克拉克（英語：Shelayna Oskan-Clarke，1990年1月20日—）是一名英国女子中长跑运动员。她参加了北京2015年世界田径锦标赛的女子800米项目，在决赛中以1分58秒99的成绩获得第5名。2018年，她在世界室内田径锦标赛上摘得女子800米铜牌。